# Llista de topònims de Cabrera d'Anoia
Llista de topònims (noms propis de lloc) del municipi de Cabrera d'Anoia, a l'Anoia
Informació actualitzada per un bot. Els canvis manuals es perdran quan s'actualitzi!

## castell
| imatge | Nom                | Ubicat a        | instància de | Detalls                     | coordenades                                                                                               | Protecció                                            | Commons (més fotos)        | Dades a WD                    |
| ------ | ------------------ | --------------- | ------------ | --------------------------- | --- | ---------------------------------------------------- | -------------------------- | ----------------------------- |
|        | Castell de Cabrera | Cabrera d'Anoia | castell casa | Estil: arquitectura popular | 41° 30′ 46″ N, 1° 41′ 42″ E / 41.5128°N,1.695°E ca:Av. Cabrera, urbanització Castell de Cabrera. 341 msnm | bé d'interès cultural bé cultural d'interès nacional | Castell de Cabrera (Anoia) | Modifica les dades a Wikidata |
|        | castell dels Moros | Cabrera d'Anoia | castell      | Estat: ruïnós               | 41° 28′ 16″ N, 1° 44′ 26″ E / 41.4709970001915°N,1.7404317935439°E 197 msnm                               |                                                      |                            | Modifica les dades a Wikidata |

## edifici
| imatge | Nom                        | Ubicat a        | instància de | Detalls                                                  | coordenades | Protecció                                  | Commons (més fotos) | Dades a WD                    |
| ------ | -------------------------- | --------------- | ------------ | -------------------------------------------------------- | ----------- | ------------------------------------------ | ------------------- | ----------------------------- |
|        | Restes de la creu de terme | Cabrera d'Anoia | edifici      |                                                          |             | bé integrant del patrimoni cultural català |                     | Modifica les dades a Wikidata |
|        | la Casa Blanca             | Cabrera d'Anoia | edifici      | Estil: arquitectura popular Estat: enderrocat o destruït |             | bé integrant del patrimoni cultural català |                     | Modifica les dades a Wikidata |

## entitat singular de població
| imatge | Nom                   | Ubicat a        | instància de                                               | Detalls                           | coordenades                                                                | Protecció                                  | Commons (més fotos) | Dades a WD                    |
| ------ | --------------------- | --------------- | ---------------------------------------------------------- | --------------------------------- | -------------------------------------------------------------------------- | ------------------------------------------ | ------------------- | ----------------------------- |
|        | Agullàdols            | Cabrera d'Anoia | entitat singular de població                               | 2 hab                             | 41° 28′ 40″ N, 1° 42′ 00″ E / 41.47786261°N,1.70005577°E 316 msnm          |                                            |                     | Modifica les dades a Wikidata |
|        | Ca la Fou             | Cabrera d'Anoia | entitat singular de població colònia industrial            | Estil: arquitectura popular 8 hab | 41° 30′ 41″ N, 1° 42′ 09″ E / 41.51137°N,1.70254°E 200 msnm                | bé integrant del patrimoni cultural català | Ca la Fou           | Modifica les dades a Wikidata |
|        | Cal Bota              | Cabrera d'Anoia | entitat singular de població                               | 22 hab                            | 41° 30′ 57″ N, 1° 41′ 50″ E / 41.51583977°N,1.69712695°E 227 msnm          |                                            |                     | Modifica les dades a Wikidata |
|        | Can Feixes            | Cabrera d'Anoia | entitat singular de població                               | 10 hab                            | 41° 29′ 16″ N, 1° 41′ 30″ E / 41.48770176°N,1.69160573°E 323 msnm          |                                            |                     | Modifica les dades a Wikidata |
|        | Can Formiga           | Cabrera d'Anoia | entitat singular de població                               | 0 hab                             | 41° 28′ 21″ N, 1° 42′ 41″ E / 41.472378561301°N,1.7114564328515°E 321 msnm |                                            |                     | Modifica les dades a Wikidata |
|        | Can Fuster            | Cabrera d'Anoia | entitat singular de població                               | 0 hab                             | 41° 28′ 52″ N, 1° 43′ 30″ E / 41.48124942°N,1.72502105°E 258 msnm          |                                            |                     | Modifica les dades a Wikidata |
|        | Can Gallego           | Cabrera d'Anoia | entitat singular de població                               | 8 hab                             | 41° 28′ 38″ N, 1° 43′ 59″ E / 41.477120604899°N,1.732920537334°E 169 msnm  |                                            |                     | Modifica les dades a Wikidata |
|        | Can Piquer            | Cabrera d'Anoia | entitat singular de població                               | 0 hab                             | 41° 29′ 31″ N, 1° 43′ 14″ E / 41.49186564°N,1.72066796°E 257 msnm          |                                            |                     | Modifica les dades a Wikidata |
|        | Can Ros               | Cabrera d'Anoia | entitat singular de població urbanització                  | 973 hab                           | 41° 28′ 15″ N, 1° 43′ 33″ E / 41.470737603351°N,1.7258595456863°E 260 msnm |                                            |                     | Modifica les dades a Wikidata |
|        | Canaletes             | Cabrera d'Anoia | entitat singular de població capital municipal             | 112 hab                           | 41° 28′ 42″ N, 1° 42′ 11″ E / 41.47829168°N,1.70295761°E 301 msnm          |                                            |                     | Modifica les dades a Wikidata |
|        | Mas Castells          | Cabrera d'Anoia | entitat singular de població                               | 0 hab                             | 41° 27′ 37″ N, 1° 44′ 35″ E / 41.46027145°N,1.74302145°E 286 msnm          |                                            |                     | Modifica les dades a Wikidata |
|        | el Castell de Cabrera | Cabrera d'Anoia | entitat singular de població zona residencial urbanització | 573 hab                           | 41° 30′ 10″ N, 1° 42′ 00″ E / 41.502874543767°N,1.7000686669798°E 372 msnm |                                            |                     | Modifica les dades a Wikidata |
|        | la Guitza Nova        | Cabrera d'Anoia | entitat singular de població                               | 4 hab                             | 41° 29′ 18″ N, 1° 42′ 34″ E / 41.48844375°N,1.70945128°E 276 msnm          |                                            |                     | Modifica les dades a Wikidata |
|        | la Guitza Vella       | Cabrera d'Anoia | entitat singular de població                               | 0 hab                             | 41° 29′ 29″ N, 1° 42′ 39″ E / 41.4914149°N,1.71094961°E 296 msnm           |                                            |                     | Modifica les dades a Wikidata |

## església
| imatge | Nom                         | Ubicat a        | instància de     | Detalls                                                        | coordenades                                                                                         | Protecció                                  | Commons (més fotos)      | Dades a WD                    |
| ------ | --------------------------- | --------------- | ---------------- | -------------------------------------------------------------- | --------------------------------------------------------------------------------------------------- | ------------------------------------------ | ------------------------ | ----------------------------- |
|        | Sant Salvador               | Cabrera d'Anoia | església capella |                                                                | 41° 30′ 47″ N, 1° 41′ 39″ E / 41.5129677185024°N,1.69415333833179°E 347 msnm                        |                                            | Sant Salvador de Cabrera | Modifica les dades a Wikidata |
|        | Santa Eulàlia de can Feixes | Cabrera d'Anoia | església capella |                                                                | 41° 29′ 18″ N, 1° 41′ 28″ E / 41.4883440221532°N,1.69115016036391°E ca:Masia de can Feixes 330 msnm |                                            |                          | Modifica les dades a Wikidata |
|        | capella de Sant Miquel      | Cabrera d'Anoia | església capella | Estil: historicisme arquitectònic Estat: enderrocat o destruït | 41° 29′ 52″ N, 1° 42′ 58″ E / 41.49782°N,1.71617°E                                                  | bé integrant del patrimoni cultural català |                          | Modifica les dades a Wikidata |

## masia
| imatge | Nom                 | Ubicat a        | instància de | Detalls                     | coordenades                                                                      | Protecció                                  | Commons (més fotos)          | Dades a WD                    |
| ------ | ------------------- | --------------- | ------------ | --------------------------- | -------------------------------------------------------------------------------- | ------------------------------------------ | ---------------------------- | ----------------------------- |
|        | Agullàdols          | Cabrera d'Anoia | masia        |                             | 41° 28′ 40″ N, 1° 41′ 59″ E / 41.4778854902592°N,1.69978041163662°E              |                                            |                              | Modifica les dades a Wikidata |
|        | Ca la Masovera      | Cabrera d'Anoia | masia        |                             | 41° 28′ 21″ N, 1° 42′ 53″ E / 41.4725230561251°N,1.71472578937658°E              |                                            |                              | Modifica les dades a Wikidata |
|        | Cal Navarro         | Cabrera d'Anoia | masia        |                             | 41° 28′ 20″ N, 1° 42′ 39″ E / 41.472299265451°N,1.71082606363607°E               |                                            |                              | Modifica les dades a Wikidata |
|        | Cal Xic             | Cabrera d'Anoia | masia        |                             | 41° 28′ 52″ N, 1° 41′ 46″ E / 41.4811415211606°N,1.69619392612255°E              |                                            |                              | Modifica les dades a Wikidata |
|        | Can Canaletes       | Cabrera d'Anoia | masia        |                             | 41° 28′ 35″ N, 1° 42′ 20″ E / 41.476501704157°N,1.70566466764675°E               |                                            |                              | Modifica les dades a Wikidata |
|        | Can Canals          | Cabrera d'Anoia | masia        |                             | 41° 30′ 49″ N, 1° 41′ 21″ E / 41.513694043847°N,1.68911763955091°E               |                                            |                              | Modifica les dades a Wikidata |
|        | Can Codony          | Cabrera d'Anoia | masia        |                             | 41° 29′ 18″ N, 1° 43′ 34″ E / 41.4884115876081°N,1.72604326773987°E              |                                            |                              | Modifica les dades a Wikidata |
|        | Can Feixes          | Cabrera d'Anoia | masia        | Estil: arquitectura popular | 41° 29′ 18″ N, 1° 41′ 27″ E / 41.48833°N,1.69084°E ca:Camí que surt de Canaletes | bé integrant del patrimoni cultural català | Can Feixes (Cabrera d'Anoia) | Modifica les dades a Wikidata |
|        | Can Formiga         | Cabrera d'Anoia | masia        |                             | 41° 28′ 25″ N, 1° 42′ 39″ E / 41.4735884870512°N,1.71093225368257°E              |                                            |                              | Modifica les dades a Wikidata |
|        | Can Fuster          | Cabrera d'Anoia | masia        |                             | 41° 28′ 51″ N, 1° 43′ 36″ E / 41.4807795138797°N,1.72658802928016°E              |                                            |                              | Modifica les dades a Wikidata |
|        | Can Gallego         | Cabrera d'Anoia | masia        |                             | 41° 28′ 40″ N, 1° 44′ 23″ E / 41.4778432216824°N,1.73967642968318°E              |                                            |                              | Modifica les dades a Wikidata |
|        | Can Guardabosc      | Cabrera d'Anoia | masia        |                             | 41° 28′ 16″ N, 1° 42′ 37″ E / 41.4711131391925°N,1.71027473360052°E              |                                            |                              | Modifica les dades a Wikidata |
|        | Can Jan             | Cabrera d'Anoia | masia        |                             | 41° 28′ 40″ N, 1° 44′ 11″ E / 41.4778348940525°N,1.7364547928656°E               |                                            |                              | Modifica les dades a Wikidata |
|        | Can Llàgrimes       | Cabrera d'Anoia | masia        |                             | 41° 28′ 21″ N, 1° 42′ 40″ E / 41.4725812452014°N,1.71107197118262°E              |                                            |                              | Modifica les dades a Wikidata |
|        | Can Met             | Cabrera d'Anoia | masia        |                             | 41° 28′ 19″ N, 1° 42′ 39″ E / 41.472030451077°N,1.7109511489263°E                |                                            |                              | Modifica les dades a Wikidata |
|        | Can Nazari          | Cabrera d'Anoia | masia        |                             | 41° 28′ 17″ N, 1° 42′ 39″ E / 41.4714807304202°N,1.71092611339758°E              |                                            |                              | Modifica les dades a Wikidata |
|        | Can Piquer          | Cabrera d'Anoia | masia        |                             | 41° 29′ 29″ N, 1° 43′ 28″ E / 41.4915023313273°N,1.72453319254616°E              |                                            |                              | Modifica les dades a Wikidata |
|        | Can Planes          | Cabrera d'Anoia | masia        |                             | 41° 28′ 21″ N, 1° 43′ 18″ E / 41.4725816440565°N,1.7215988363112°E               |                                            |                              | Modifica les dades a Wikidata |
|        | Can Ros             | Cabrera d'Anoia | masia        |                             | 41° 28′ 13″ N, 1° 43′ 11″ E / 41.470156199776°N,1.71975436153734°E               |                                            |                              | Modifica les dades a Wikidata |
|        | Can Toni            | Cabrera d'Anoia | masia        |                             | 41° 28′ 23″ N, 1° 42′ 37″ E / 41.4731136387571°N,1.71035483572822°E              |                                            |                              | Modifica les dades a Wikidata |
|        | Can Torrents        | Cabrera d'Anoia | masia        |                             | 41° 28′ 00″ N, 1° 44′ 42″ E / 41.4666693595587°N,1.74499417483193°E              |                                            |                              | Modifica les dades a Wikidata |
|        | Can Torres del Molí | Cabrera d'Anoia | masia        |                             | 41° 29′ 53″ N, 1° 42′ 59″ E / 41.4981219256751°N,1.71637625524768°E              |                                            |                              | Modifica les dades a Wikidata |
|        | Can Xic Formiga     | Cabrera d'Anoia | masia        |                             | 41° 28′ 23″ N, 1° 42′ 40″ E / 41.4729781454941°N,1.71112398787095°E              |                                            |                              | Modifica les dades a Wikidata |
|        | Mas Castells        | Cabrera d'Anoia | masia        |                             | 41° 27′ 38″ N, 1° 44′ 37″ E / 41.4604649120497°N,1.74348538765208°E              |                                            |                              | Modifica les dades a Wikidata |
|        | Mas d'en Feixes     | Cabrera d'Anoia | masia        |                             | 41° 29′ 06″ N, 1° 42′ 31″ E / 41.4849558813765°N,1.70855086179463°E              |                                            |                              | Modifica les dades a Wikidata |
|        | Maset de la Bleda   | Cabrera d'Anoia | masia        |                             | 41° 29′ 01″ N, 1° 42′ 37″ E / 41.4835259347462°N,1.7103519993232°E               |                                            |                              | Modifica les dades a Wikidata |
|        | els Cortals         | Cabrera d'Anoia | masia        |                             | 41° 29′ 22″ N, 1° 42′ 30″ E / 41.4894838734666°N,1.70831717902168°E              |                                            |                              | Modifica les dades a Wikidata |
|        | la Bleda            | Cabrera d'Anoia | masia        |                             | 41° 28′ 43″ N, 1° 42′ 31″ E / 41.4786144795085°N,1.70852107657776°E              |                                            |                              | Modifica les dades a Wikidata |
|        | la Guitza de Baix   | Cabrera d'Anoia | masia        |                             | 41° 29′ 17″ N, 1° 42′ 33″ E / 41.487954072624°N,1.70924597867632°E               |                                            |                              | Modifica les dades a Wikidata |
|        | la Guitza de Dalt   | Cabrera d'Anoia | masia        |                             | 41° 29′ 30″ N, 1° 42′ 40″ E / 41.4916217240027°N,1.71100602455831°E              |                                            |                              | Modifica les dades a Wikidata |
|        | la Torrota          | Cabrera d'Anoia | masia        |                             | 41° 27′ 46″ N, 1° 45′ 00″ E / 41.4628062652025°N,1.75004993301981°E              |                                            |                              | Modifica les dades a Wikidata |

## muntanya
| imatge | Nom               | Ubicat a                                      | instància de | Detalls | coordenades | Protecció | Commons (més fotos) | Dades a WD                    |
| ------ | ----------------- | --------------------------------------------- | ------------ | ------- | --- | --------- | ------------------- | ----------------------------- |
|        | Castellet         | Piera Cabrera d'Anoia Vallbona d'Anoia        | muntanya     |         | 41° 30′ 32″ N, 1° 42′ 44″ E / 41.508925°N,1.71218611°E 360.6 msnm                                                 |           |                     | Modifica les dades a Wikidata |
|        | Pic de l'Àguila   | Cabrera d'Anoia                               | muntanya     |         | 41° 31′ 01″ N, 1° 41′ 40″ E / 41.51691222°N,1.69435278°E 403.2 msnm                                               |           |                     | Modifica les dades a Wikidata |
|        | Roques Planes     | Cabrera d'Anoia                               | muntanya     |         | 41° 29′ 46″ N, 1° 42′ 39″ E / 41.49598611°N,1.71091111°E 296.6 msnm                                               |           |                     | Modifica les dades a Wikidata |
|        | Turó de Collderes | Sant Pere de Riudebitlles Cabrera d'Anoia     | muntanya     |         | 41° 27′ 55″ N, 1° 43′ 54″ E / 41.46529444°N,1.73180278°E 360.5 msnm                                               |           |                     | Modifica les dades a Wikidata |
|        | Turó del Gall     | Mediona Cabrera d'Anoia la Torre de Claramunt | muntanya     |         | 41° 30′ 26″ N, 1° 40′ 48″ E / 41.507158°N,1.680028°E 41° 30′ 26″ N, 1° 40′ 48″ E / 41.5072°N,1.68003°E 582.9 msnm |           |                     | Modifica les dades a Wikidata |

## serra
| imatge | Nom                         | Ubicat a        | instància de | Detalls | coordenades                                                         | Protecció | Commons (més fotos) | Dades a WD                    |
| ------ | --------------------------- | --------------- | ------------ | ------- | ------------------------------------------------------------------- | --------- | ------------------- | ----------------------------- |
|        | El Serral (Cabrera d'Anoia) | Cabrera d'Anoia | serra        |         | 41° 29′ 45″ N, 1° 41′ 16″ E / 41.49594444°N,1.68781667°E 381.1 msnm |           |                     | Modifica les dades a Wikidata |
|        | serra de la Guitza          | Cabrera d'Anoia | serra        |         | 41° 29′ 31″ N, 1° 42′ 52″ E / 41.49198611°N,1.71448611°E 329 msnm   |           |                     | Modifica les dades a Wikidata |
|        | serra del Frare             | Cabrera d'Anoia | serra        |         | 41° 28′ 36″ N, 1° 43′ 07″ E / 41.47665833°N,1.71873722°E 302.9 msnm |           |                     | Modifica les dades a Wikidata |
|        | serrat de la Teia           | Cabrera d'Anoia | serra        |         | 41° 28′ 51″ N, 1° 42′ 43″ E / 41.4807°N,1.71192°E 288.3 msnm        |           |                     | Modifica les dades a Wikidata |

## Misc
| imatge | Nom                                  | Ubicat a                                    | instància de      | Detalls                                                                 | coordenades                                                                                   | Protecció                                  | Commons (més fotos)        | Dades a WD                    |
| ------ | ------------------------------------ | ------------------------------------------- | ----------------- | ----------------------------------------------------------------------- | --------------------------------------------------------------------------------------------- | ------------------------------------------ | -------------------------- | ----------------------------- |
|        | Anoia                                | Anoia Baix Llobregat Alt Penedès            | curs d'aigua      | Desemboca: Llobregat Llarg: 64km Conca: 929km²                          | 41° 28′ 43″ N, 1° 56′ 06″ E / 41.4785217°N,1.9351196°E                                        |                                            | Anoia River                | Modifica les dades a Wikidata |
|        | Cal Bota                             | Cabrera d'Anoia                             | molí d'aigua      | Estil: arquitectura popular 17th century                                | 41° 30′ 57″ N, 1° 41′ 49″ E / 41.51579°N,1.69702°E ca:A la dreta de l'Anoia 227 msnm          | bé integrant del patrimoni cultural català | Can Bota                   | Modifica les dades a Wikidata |
|        | Creu Trencada                        | Cabrera d'Anoia                             | creu de terme     |                                                                         | 41° 30′ 49″ N, 1° 41′ 37″ E / 41.513493°N,1.693601°E ca:Castell de Cabrera 341 msnm           |                                            | La Creu Trencada (Cabrera) | Modifica les dades a Wikidata |
|        | Guixera                              | Cabrera d'Anoia                             | vèrtex geodèsic   | Alt: 1.2m                                                               | 41° 30′ 26″ N, 1° 40′ 48″ E / 41.507161°N,1.679981°E 582.801 msnm                             |                                            |                            | Modifica les dades a Wikidata |
|        | casa consistorial de Cabrera d'Anoia | Cabrera d'Anoia                             | casa consistorial |                                                                         | 41° 28′ 40″ N, 1° 42′ 14″ E / 41.4776433°N,1.703894°E                                         |                                            |                            | Modifica les dades a Wikidata |
|        | el Carrer del Bessó                  | Cabrera d'Anoia                             | nucli de població |                                                                         | 41° 27′ 55″ N, 1° 42′ 50″ E / 41.465201252126°N,1.713993461342°E                              |                                            |                            | Modifica les dades a Wikidata |
|        | pi Gros de Can Gallego               | Cabrera d'Anoia                             | arbre singular    | Taxon: pi pinyer (Pinus pinea) Ample: 24.1m Alt: 29.5m Perímetre: 4.04m | 41° 28′ 34″ N, 1° 44′ 24″ E / 41.47607°N,1.73997°E 159 msnm                                   | arbre monumental                           | Pi Gros de Can Gallego     | Modifica les dades a Wikidata |
|        | pont de Capellades                   | Capellades Cabrera d'Anoia Vallbona d'Anoia | pont              | 1940 Travessa: Anoia Estat: bon estat                                   | 41° 31′ 18″ N, 1° 41′ 33″ E / 41.52166°N,1.69244°E ca:Ctra. de Vallbona a Capellades 246 msnm | bé integrant del patrimoni cultural català | Pont de Capellades         | Modifica les dades a Wikidata |
|        | restes ibèriques                     | Cabrera d'Anoia                             | despoblat         |                                                                         | 41° 29′ 44″ N, 1° 42′ 19″ E / 41.4955219767291°N,1.70540582281292°E                           |                                            |                            | Modifica les dades a Wikidata |